# Итатский район
Итатский район — административно-территориальная единица в составе Томской губернии, Сибирского и Западно-Сибирского краёв и Кемеровской области РСФСР, существовавшая в 1924—1932 и 1946—1960 годах. Центр — село Итат (с 1958 — пгт Итатский).

## Первое создание
Итатский район образован в составе Мариинского уезда Томской губернии 4 сентября 1924 года. В состав района вошла территория следующих упразднённых волостей: Итатской и Ново-Подзорновской полностью и Бароковской, Больше-Барандатской, Тяжино-Вершинской, Чернышевской и Юрьевской частично. В 1925 году Итатский район вошёл в состав Ачинского округа Сибирского края, а в 1930 году перешёл в прямое подчинение Западно-Сибирского края.
10 декабря 1932 года Итатский район был упразднён. При этом Мало-Косульский с/с был передан в Боготольский район, а Акимо-Анненский, Больше-Покровский, Бороковский, Воскресенский, Итатский, Кубитетский, Мало-Пичугинский, Ново-Подзорновский, Самсоновский, Серебряковский и Чернышевский с/с — в Тяжинский район.

## Второе создание
22 февраля 1946 года Итатский район был восстановлен в составе Кемеровской области. В его состав из Тяжинского района были переданы Акимо-Анненский, Больше-Покровский, Бороковский, Воскресенский, Изындаевский, Итатский, Кубитетский, Мало-Пичугинский, Некрасовский, Ново-Подзорновский, Ново-Покровский, Самсоновский, Серебряковский, Старо-Урюпский и Чернышевский с/с.
В 1953 году были упразднены Больше-Покровский, Мало-Пичугинский и Серебряковский с/с. В 1957 году были упразднены Некрасовский, Старо-Урюпский и Чернышевский с/с, образован Чулымский с/с. В 1958 году был упразднён Самсоновский с/с. Центр района село Итат было преобразовано в посёлок городского типа Итатский. Итатский с/с был преобразован в Ново-Марьинский. 19 мая 1960 года Итатский район был упразднён, а его территория передана в Тяжинский район. При этом были упразднены Акимо-Анненский, Бороковский и Воскресенский с/с.